# Niederleis
Niederleis – gmina w Austrii, w kraju związkowym Dolna Austria, w powiecie Mistelbach. Według Austriackiego Urzędu Statystycznego liczyła 828 mieszkańców (1 stycznia 2014).